# Объединённые великие ложи Германии
Объединённые великие ложи Германии (нем. Vereinigte Großlogen von Deutschland) (ОВЛГ) — это пять независимых великих лож Германии, добровольно объединившиеся в целях координации действий по развитию масонства в пределах своей юрисдикции.

## Структура и конституция
ОВЛГ управляется сенатом, состоящим из 11 человек, избираемых от великих лож. Великий мастер ОВЛГ исполняет представительские функции и координирует отношения между великими ложами входящими в ОВЛГ.
Структура ОВЛГ определена контрактом, заключённым великими ложами, входящими в ОВЛГ, в 1958 году, так называемая Magna Charta. Во главе ОВЛГ стоит великий мастер и его заместитель, их кандидатуры представляются сенатом и избираются конвентом раз в три года. Соответственно они полностью подотчётны сенату и конвенту, а не своим великим ложам. Великий мастер назначает великого секретаря и великого казначея из числа братьев, а также членов комиссии по иностранным делам, как и членов управления по работе с общественностью. Все братья назначенные великим мастером должны быть одобрены сенатом.

### Сенат
Сенат это решающий орган ОВЛГ, он состоит из 11 человек (5 от ВЛДВПКГ, 3 от ВЛЗВКГ и по одному от остальных лож), которые избираются своими великими ложами. Решения принимаются 4/5 голосов, заседания проводит великий мастер без права голоса.

### Конвент
Конвент это представительство вольных каменщиков в Германии. Он принимает представленные сенатом законы и решения. Правом голоса обладают досточтимые мастера лож, у каждого один голос. Обычно конвент собирается один раз в три года в Берлине. По представлению сената конвент избирает великого мастера и его заместителя.

### Верховный суд
Верховный суд принимает независимые решения в вопросах масонского регламента, если все другие возможности решения вопросов исчерпаны.

## История создания ОВЛГ

Здание Провинциальной ложи Нижней Саксонии в Гамбурге

Когда появились вольные каменщики в Германии, в 1737 году, единой страны не было, а существовало множество независимых германоязычных государств. В связи с чем и развивались масонские организации по-разному. В самой большой части германских земель Пруссии возникло несколько великих лож: Великая национальная материнская ложа «К трём глобусам», «Великая земельная ложа вольных каменщиков Германии», ложа «Ройал Йорк к дружбе». Позже, сформировались «Великая ложа Гамбурга» (1811), «Великая ложа Саксонии» (1811) и Великая ложа «К Солнцу» в Байройте (1811).
Уже в 1800 году были идеи объединить все ложи. В 1877 году появилось и название объединению — «Объединённые великие ложи Германии». Однако все попытки потерпели неудачу, и к 1933 году в Германии насчитывалось десять великих лож.

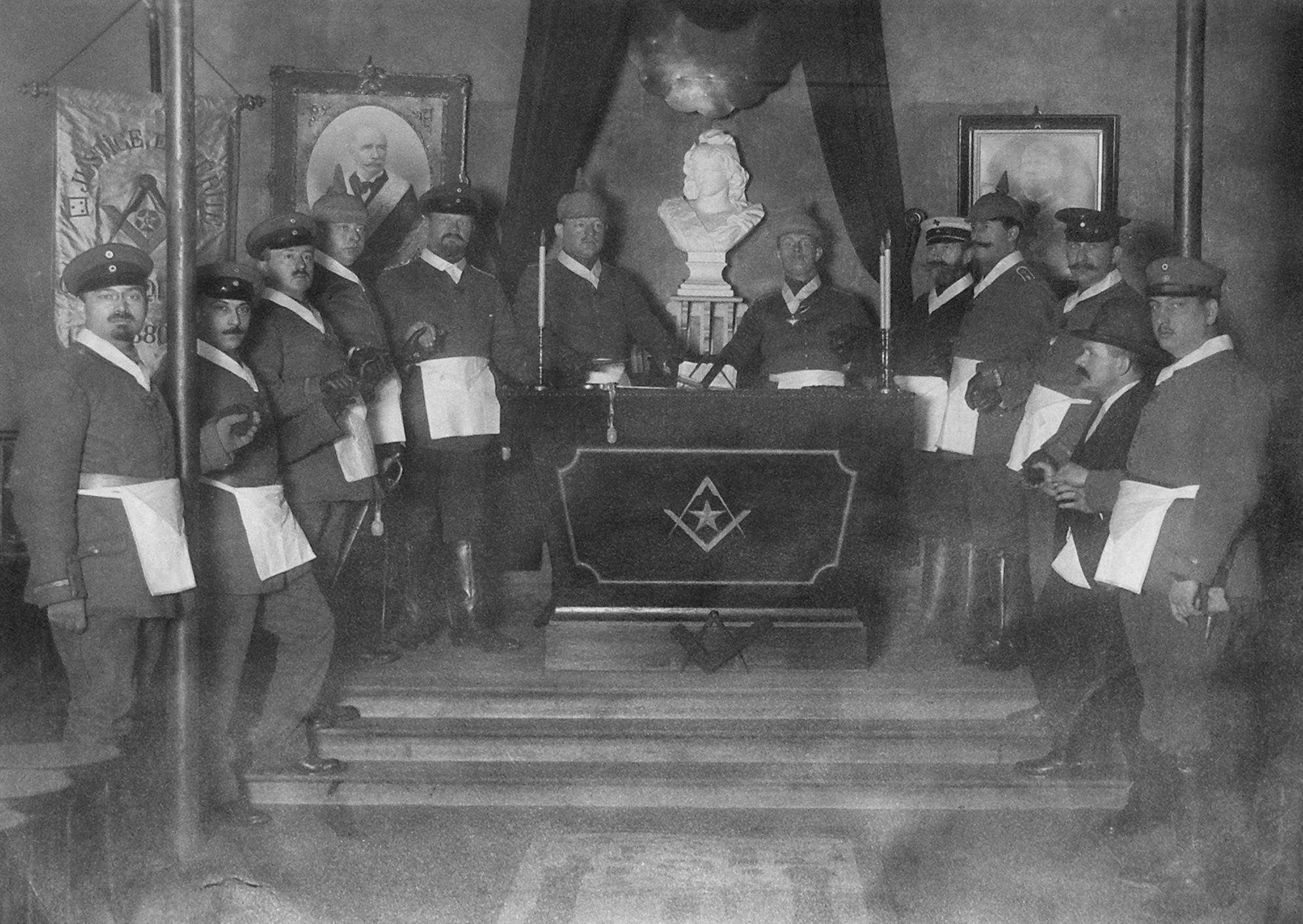
Музей немецкого масонства в Байройте

После 1945 года началось восстановление масонства в западном секторе оккупации. 19 июня 1949 года 174 ложи образовывают «Объединённую великую ложу вольных каменщиков Германии», ВЗЛВКГ и Великая национальная материнская ложа «Три глобуса» продолжают свои работы отдельно, согласно сложившейся традиции. После многолетних попыток, при содействии ОВЛА, 27 апреля 1958 года удалось создать доселе невиданную в масонском мире конструкцию, когда две великие ложи отказались от части своего суверенитета и объединились в конфедерацию, это были Объединённая великая ложа вольных каменщиков Германии и Великая земельная ложа вольных каменщиков Германии. В 1970 году к ним присоединились оставшиеся великие ложи.
Новую структуру сразу же приветствовали многие великие ложи и сегодня ОВЛГ признана 170 великими ложами мира. В последнее время ОВЛГ внесли огромный вклад в возрождение масонства в Восточной Европе. Так при содействии ОВЛГ в 2001 году была создана Объединённая великая ложа Болгарии, в 2002 году Великая ложа древних вольных и принятых каменщиков Литвы, а в 2003 году Великая ложа Латвии.

## Великие ложи, входящие в ОВЛГ
- Великая ложа древних вольных и принятых каменщиков Германии[10]
- Великая земельная ложа вольных каменщиков Германии[11]
- Великая национальная материнская ложа «К трём глобусам»[12]
- Великая ложа британских вольных каменщиков в Германии
- Американо-Канадская великая ложа

Также в составе ОВЛГ находятся ложи не входящие ни в одну из великих лож и находящиеся в прямом подчинении ОВЛГ. Это ложи:
- «Якоб де Моле[13] к пламенеющей звезде» № 249, в Марбурге
- «Якоб де Моле[13] северная звезда» № 249а, в Гамбурге
- «Якоб де Моле[13] к звезде на юге» № 249b, в Эрлангене
- «К белой лилии» № 871 в Байройте
- Исследовательская ложа «Quatuor Coronati» в Байройте

ОВЛГ является единственным суверенным представителем всех великих лож Германии за границей и перед общественностью внутри страны, и призвана содействовать масонским исследованиям. Всё, что касается ритуалов, внутреннего регламента и членства, то это является прерогативой великих лож и они в этих вопросах суверенны и автономны.
ОВЛГ объединяет более 15 000 масонов в 485 ложах.